# Passeig de Santa Calamanda
El Passeig de Santa Calamanda és un carrer del municipi de Calaf (Anoia) que porta per nom la patrona del municipi, Santa Calamanda. Alguns dels edificis situats en aquesta via formen part de l'Inventari del Patrimoni Arquitectònic de Catalunya.

## Casa neoclàssica
La casa neoclàssica del Passeig de Santa Calamanda és una obra inclosa en l'Inventari del Patrimoni Arquitectònic de Catalunya. És un edifici de dues plantes rectangulars amb una façana de caràcter sobri marcadament neoclàssic. Hi ha un domini total de la línia recta que no es trenca en cap moment ni en la més mínima insinuació decorativa. Destaquen les motllures de les portes i finestres fetes amb relleu de pedra i la barana de la part superior de l'edifici feta també a base de línies rectes horitzontals amb mínimes intervencions decorativiestes.

## Casa noucentista

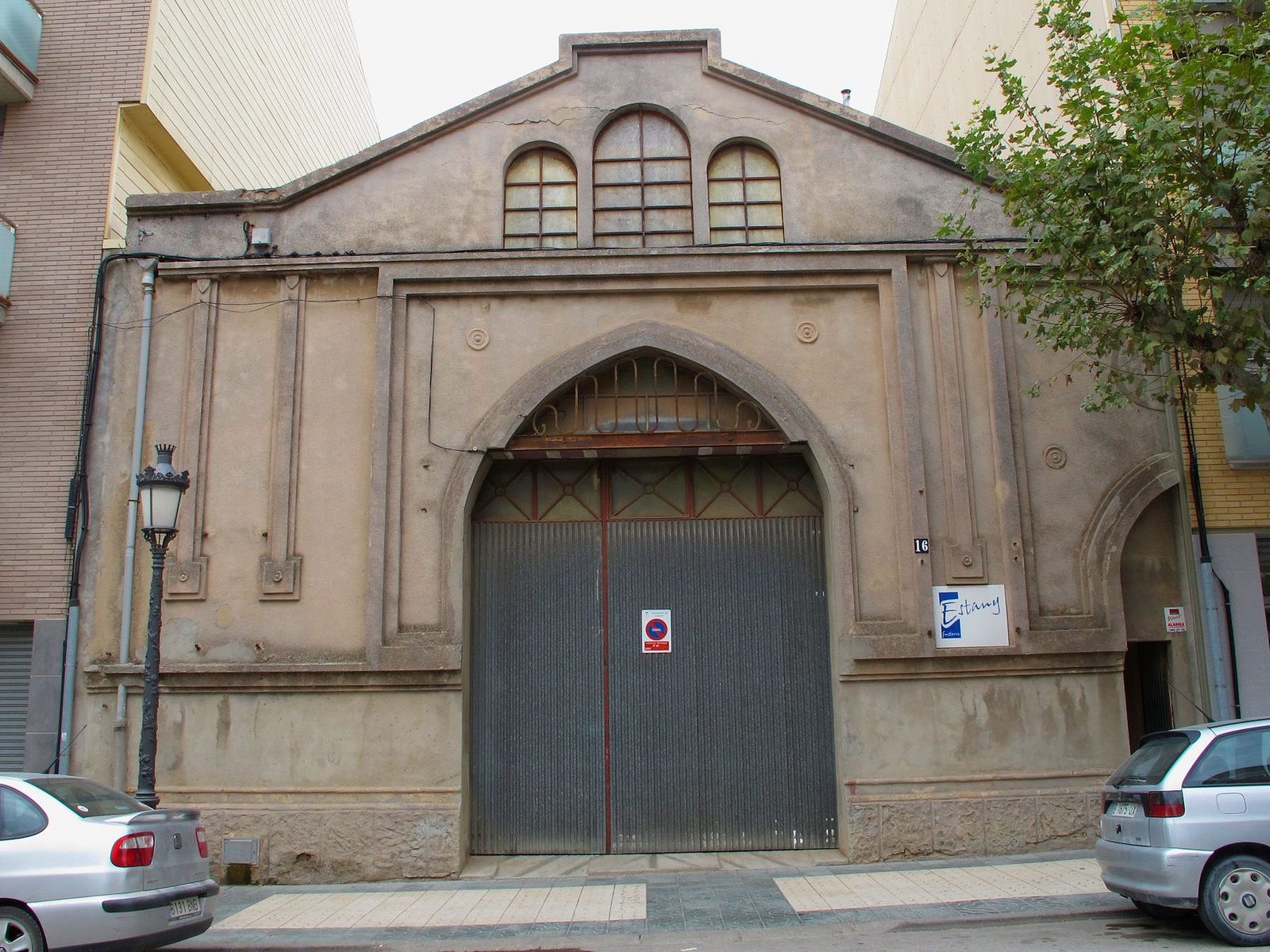
Edifici noucentista al costat de Casa Crivillés del passeig de Santa Calamanda

La casa noucentista del costat de la Casa Crivillés situada al Passeig de Santa Calamanda és una obra inclosa en l'Inventari del Patrimoni Arquitectònic de Catalunya. Es tracta de dos construccions idèntiques, d'interès per la seva façana simètrica totalment amb dos grans portes d'arc apuntat, lleugerament rebaixat pels costats, decoracions de línies rectes i un cos superior "tipus galeria" decorat o format per tres finestres, la central més gran. La coberta de les dues construccions és a dues vessants. És del primer quart de segle xx.